# Surculiseries rugispora
Surculiseries rugispora är en svampart som beskrevs av Okane, Nakagiri & Tad. Ito 2001. Surculiseries rugispora ingår i släktet Surculiseries, divisionen sporsäcksvampar och riket svampar.   Inga underarter finns listade i Catalogue of Life.